# Комунистичка партија Руске Федерације
Комунистичка партија Руске Федерације (рус. Коммунистическая партия Российской Федерации) је политичка партија у Русији која је изникла из бивше КПСС и КП РСФСР. Заснована је на идеологији марксизма-лењинизма за свој политички циљ истакла је борбу за успостављање социјалистичког друштвеног поретка на принципима друштвене својине и колективизма.
КПРФ је „партија патриота, интернационалиста, сељаштва, радника и поштене интелигенције“. Партија заснива своје постојање на начелима свог програма и статута. Партија делује искључиво у оквирима Устава и закона Руске Федерације. Партија је правно лице од момента регистрације код надлежног органа власти. КПРФ је парламентарна партија, а на парламентарним изборима у Русији 2016, КПРФ је освојила 42 мандата у Државној думи, чиме је постала друга по јачини странка у земљи. На председничким изборима 2012, кандидат КПРФ Генадиј Зјуганов је освојио 17,18% гласова, завршивши на другом месту иза Владимира Путина.

## Историја
Партија је основана фебруара 1993. године на свом Другом ванредном конгресу, када се прогласила и легалном наследницом Комунистичке партије Руске Совјетске Федеративне Социјалистичке Републике, основане 1990. године. У уставу КПРФ је истакнуто да „КПРФ наставља дело КПСС и КП РСФСР као њихова идејна наследница“. На Тринаестом конгресу КПРФ додано је да КПРФ „вуче своје корене од Руске социјалдемократске радничке партије — РСДРП (бољшевика) — Руске комунистичке партије (бољшевика) — Свесавезне комунистичке партије (бољшевика) — КПСС — КП РСФСР“.
КПРФ је једна од оснивача 1996. и члан Савеза комунистичких партија - Комунистичка партија Совјетског Савеза.
Вођа КПРФ од 1993. је Генадиј Зјуганов, који је уједно био и један од оснивача партије.
Јула 2004, из партије се издвојила фракција која је за вођу одабрала Владимира Тихонова. Ова фракција је касније формирала Сверуску комунистичку партију за будућност. Партија није доживела нарочит успех и Тихонов тренутно ради на поновном зближавању са КПРФ.

## Партијски програм
С обзиром на садашње стање у Русији, циљеви КПРФ су :
- Заустављање негативног демографског прираста, враћање бенефиција за велике породице, реконструкција мреже јавних вртића и осигуравање повољног смештаја за нове породице.
- Национализација природних богатстава Русије и стратешки важних сектора у економији.
- Повратак државних резерви из страних банака у Русију и њихово коришћење за економски и социјални развој.
- Уклањање могућности лажирања избора.
- Стварање истински независног правног система.
- Хитно провођење мера за борбу против сиромаштва и беде и успостављање разумних цена на основне намирнице.
- Неподизање добне границе пензионисања.
- Враћање одговорности владе за смештај и одржавање установа, спречавање избацивања људи на улице, проширење јавног становања.
- Повећавање финансирања науке и научника и осигуравање услова адекватних за њихов рад.
- Враћање највиших стандарда универзитетског и вишег образовања, какво је постојало током постојања Совјетског Савеза.
- Осигуравање приступности и квалитете здравства.
- Развој индустије високе технологије.
- Подупирање развоја великих колективних фарми за производњу довољне количине хране за сво становништво.
- Стављање приоритета на решавање унутрашњег државног дуга, уместо на спољни.
- Омогућавање прогресивног порезног система, грађани са ниским приходима биће изузети од плаћања пореза.
- Побољшање ефикасности државне администрације, смањење броја чиновника и ширење овласти радничких колектива и синдиката.
- Стварање могућности за напредовање малих и средњих предузећа.
- Омогућавање приступа културним добрима, заустављање комерцијализације културе, одбрана Руске културе као темеља духовног јединства свих грађана Русије.
- Заустављање обезвређивања руске и совјетске историје.
- Предузимање драстичних мера ради сузбијања корупције и криминала.
- Јачање народне одбране и проширење социјалних јамстава официрима и чуварима јавног реда и мира.
- Осигурање територијалног јединства Русије и заштита компатриота у иностранству.
- Спољни односи засновани на међусобном поштовању народа и земаља како би се осигурала добровољна обнова Савеза република.

## Конгреси и конференције КПРФ
- Први оснивачки конгрес КП РСФСР (20. — 23. јун, 5. — 6. септембар 1990, Москва)
- Други ванредни конгрес КП РСФСР; партија преименована у КПРФ (13. — 14. фебруар 1993, Подмосковље) — тада је Уставни суд забранио легално деловање КПСС-а, чији је републички огранак била КП РСФСР. Конгрес је изабрао 148 нових чланова Централног комитета.
- Прва сверуска конференција КПРФ (26. октобар 1993, Москва) — на конферецији су изабрани посланици за Први сазив Думе
- Друга сверуска конференција КПРФ (23. — 24. април 1994, Москва)
- Трећи конгрес КПРФ (21. — 23. јануар 1995, Моксва)
- Трећа сверуска конференција КПРФ (26. август 1995) — конферецнија је изабрала посланике за Други сазив Думе
- Четврта сверуска конференција КПРФ (15. фебруар 1996) — конференција је изабрала Генадија Зјуганова за кандидата на председничким изборима
- Четврти конгрес КПРФ (19. — 20. април 1997, Москва)
- Пети конгрес КПРФ (23. мај 1998, Москва)
- Шести конгрес КПРФ (4. септембар, 21. септембар 1999, 15. јануар 2000, Москва) — Конгрес је изабрао посланике за Трећи сазив Думе и Генадија Зјуганова за кандидата на председничким изборима
- Седми конгрес КПРФ (2. — 3. децембар 2000, Москва)
- Осми конгрес КПРФ (19. јануар 2002, Моксва)
- Девети конгрес КПРФ (6. септембар, 28. децембар 2003, Москва) — Конгрес је изабрао посланике за Четврти сазив Думе и Николаја Харитонова за кандидата на председничким изборима
- Десети конгрес КПРФ (3. јул 2004, Москва)
- Једанаести конгрес КПРФ (29. октобар 2005, Москва)
- Дванаести конгрес КПРФ (22. септембар 2007, Москва; 15. децембар 2007, Подмосковље) — Конгрес је изабрао посланике за Пети сазив Думе и Генадија Зјуганова за кандидата на председничким изборима
- Тринаести конгрес КПРФ (29. — 30. новембар 2008, Москва) — Конгрес је усвојио нове тачке у програму КПРФ
- Четрнаести конгрес КПРФ (24. септембар, 17. децембар 2011, Москва) — Конгрес је изабрао посланике за Шести сазив Думе и Генадија Зјуганова за кандидата на председничким изборима

## Структура партије
Деловање КПРФ темељи се на програму и статуту партије. Партија делује сукладно Уставу Руске Федерације на њеној целој територији и има регионална одељења у 81 административној једници Федерације. Регионалним одељењима управљају регионални (обласни, градски, итд.) комитети на челу са првим секретаром. Седиште партије налази се у Москви, главном граду Руске Федерације. Унутар партије такође делује и омладинска организација — Лењински комунистички савез омладине Руске Федерације.

### Руководство КПРФ
Руководеће тело партије је Централни комитет КПРФ. Централни комитет проводи одлуке донесене на Конгресу. Средишњи органи партије су Президијум ЦК КПРФ и Секретаријат ЦК КПРФ. Секретаријат је подређен Президијуму. Централна контролно-ревизиона комисија КПРФ је контролни орган који надзире делатност чланова и структура КПРФ.
Тренутни чланови Президијума КПРФ, изабрани 24. фебруара 2013, су:
- Генадиј Зјуганов
- Иван Мељников
- Вадимир Кашин
- Валериј Рашкин
- Дмитриј Новиков
- Јуриј Афоњин
- Николај Васиљев
- Леонид Калашњиков
- Андреј Кљичков
- Николај Коломејцев
- Борис Комоцки
- Сергеј Левченко
- Владимир Никитин
- Сергеј Обухов
- Валериј Рашкин
- Сергеј Решуљски
- Валентин Романов
- Николај Харитонов
- Валентин Шурчанов

## Изборни резултати КПРФ
| Датум | Врста избора           | Гласова    | %     | Број мандата |
| ----- | ---------------------- | ---------- | ----- | ------------ |
| 1993. | Парламентарни          | 6.666.402  | 12.40 | 42           |
| 1995. | Парламентарни          | 15.432.963 | 22.30 | 157          |
| 1996. | Председнички           | 24.211.686 | 32.00 | -            |
| 1996. | Председнички (2. круг) | 30.113.306 | 40.30 | -            |
| 1999. | Парламентарни          | 16.196.024 | 29.29 | 113          |
| 2000. | Председнички           | 21.928.468 | 29.21 | -            |
| 2003. | Парламентарни          | 7.647.820  | 12.61 | 52           |
| 2004. | Председнички           | 9.513.313  | 13.69 | -            |
| 2007. | Парламентарни          | 8.046.886  | 11.57 | 57           |
| 2008. | Председнички           | 13.243.550 | 17.96 | -            |
| 2011. | Парламентарни          | 12.599.507 | 19.19 | 92           |
| 2012. | Председнички           | 12.282.581 | 17.14 | -            |
| 2016. | Парламентарни          | 7.019.752  | 13.34 | 42           |
| 2021. | Парламентарни          | 10.660.599 | 18.93 | 57           |

## Галерија
- Демонстрације комуниста на Црвеном тргу, јул 2009.
- Првомајске демонстрације КПРФ у Северодвинску, 2009.
- Протести комуниста у Москви, 31. јануар 2009.
- Пионири пред Лењиновим маузолејем, 16. мај 2010.
- Генадиј Зјуганов држи говор на митнигу КПРФ у Москви, 18. децембар 2011.
- Првомајске демонстрације у Москви 2012. године